# La Mort du cinéma et de mon père aussi
Pour plus de détails, voir Fiche technique et Distribution.
La Mort du cinéma et de mon père aussi (The Death of Cinema and My Father Too) est un film franco-israélien réalisé par Dani Rosenberg, sorti en 2020.

## Fiche technique
- Titre : La Mort du cinéma et de mon père aussi
- Titre original : The Death of Cinema and My Father Too
- Réalisation : Dani Rosenberg
- Scénario : Dani Rosenberg et Itay Kohay
- Musique : Yuval Semo
- Image : David Stragmeister
- Montage : Nili Feller et Guy Nemesh
- Production : Stav Meron, Dani Rosenberg , et Carol Polakoff
- Société de production :Pardes Films et Tu Vas Voir Productions
- Pays :  Israël et  France
- Genre : Drame
- Durée : 102 minutes
- Dates de sortie : 
  - Corée-du-Sud : 29 octobre 2020 (Festival international du film de Busan)
  - France : 4 août 2021

## Distribution
- Marek Rozenbaum : Yoel Edelstein
- Roni Kuban : Asaf Edelstein
- Ina Rosenberg : Nina Edelstein
- Noa Koler : Zohar Edelstein

## Accueil
Le film figure dans la sélection officielle du Festival de Cannes 2020 qui a été annulé et a reçu un label approprié.